# 共和党全国大会

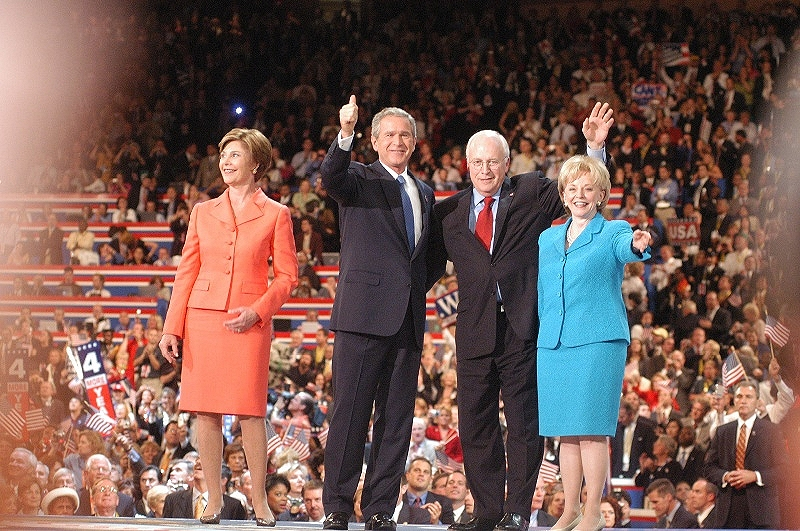
2004年に開かれた共和党全国大会。支持者の前に立つブッシュ・チェイニーの両候補

共和党全国大会（きょうわとうぜんこくたいかい、Republican National Convention）とは、4年に1度、アメリカ合衆国大統領選挙の共和党公認候補者を決定する時に開く大会のことである。略称はRNC。民主党全国大会と同様、夏に開催される。

## 概要
大会では、共和党全国委員会により招集された代議員達によって党の基本方針である政策綱領が決まる。また、過半数の代議員の支持を獲得した候補が党の大統領候補に指名され、選出された大統領候補は大会中に副大統領候補を指名し、本選挙に臨むこととなる｡
民主党の全国大会には、ハリウッドの映画スターやロック・ミュージシャンなどの豪華ゲストが参加することもある。共和党の場合はカントリー歌手が出演する程度で、派手なパフォーマンスはあまりない。
第一回大会は1856年にペンシルベニア州ピッツバーグで行われた。1940年に初めてNBCによるテレビ中継が開始され、2004年にはニューヨークのマディソン・スクエア・ガーデン周辺が、共和党大会一色に染まった。2008年はエクセル・エナジー・センターで、2012年はセント・ピート・タイムズ・フォーラムで開催された。2020年大会は8月24日から4日間、ノースカロライナ州シャーロットのスペクトラム・センターで開催される予定だったが、新型コロナの大流行の影響でオンライン開催に変更。トランプ氏の2期目大統領候補を指名した。

## 2016年共和党全国大会

### ドナルド・トランプを大統領候補に指名
2016年の共和党全国大会は7月18日から21日までの間、オハイオ州クリーブランドのクイックン・ローンズ・アリーナで開かれ、初日から主役のドナルド・トランプが登壇し、会場を大いに沸かせた。
その一方、本選では民主党候補ヒラリー・クリントンに投票すると表明したジョージ・H・W・ブッシュ、ジョージ・W・ブッシュ両元大統領、ジョン・マケイン上院議員、ミット・ロムニー元マサチューセッツ州知事といった過去の大統領候補は欠席。これまで共和党大会に協賛してきたアップル、フォード・モーター、JPモルガン・チェースなどの大企業もスポンサーを降りるなど、経済界の一部が反発していることも示された。
このような状況の下、シリコンバレーの有力者としては唯一の参加者となったPayPal創業者ピーター・ティールが、文化戦争の不毛さを嘆きつつ、ゲイであることをカミングアウトすると、同性婚容認に消極的な共和党員トランプ派も立ち上がって盛大な拍手を送った。ティールはこれまで、学生時代に政治批評紙「Stanford Review」を創刊したり、共和党員として自由主義者のロン・ポールを支援したりしていた。不法移民対策や経済政策では若干隔たりもあるとされているが、中東での無意味な戦争に反対している点ではティールもトランプと同じである。
その他に熱弁をふるったのは、副大統領候補でインディアナ州知事のマイク・ペンス、左派マクガバン候補を支援していた過去もある元ニューヨーク市長のルディ・ジュリアーニ、指名獲得競争ではライバルを演じたニュージャージー州知事のクリス・クリスティ、黒人神経外科医のベン・カーソンら。少数民族・少数人種からなるトランプ全米多様性連合に所属する眼科医のリサ・シンは、トランプの娘イヴァンカと同じく最終日に応援弁士として立った。大会のフィナーレを飾ったトランプの指名受諾演説は、予定時間をかなりオーバーし約75分にも及んだ。これは過去40年間で最長だという。
大会の運営総責任者を務め上げたのもアジア系の女性で、マルシア・リー・ケリーという人物。会場の安全対策はもとより、ボランティア募集やごみ回収などを担当するチームを組ませて、一年前から準備に取り組んでいたという。